# Reinhold Jahnow
Reinhold Jahnow (* 27. März 1885 in Breslau; † 12. August 1914 bei Malmedy) war ein deutscher Kampfflieger. Er war der erste deutsche Fliegeroffizier, der im Ersten Weltkrieg fiel.
Reinhold Jahnow war der Sohn des Gymnasialprofessors Dr. Alfred Jahnow, geboren als Aaron Inowraclawer, und Bruder der Alttestamentlerin und Lehrerin Hedwig Jahnow. Er wurde Offizier im Deutschen Heer, nahm aber 1911 als Leutnant der Reserve den Abschied, um sich der „Aviatik“ zu widmen. Er schulte auf einem Wright-Flugzeug und legte am 10. April 1911 als 80. die deutsche Flugzeugführerprüfung auf einem Harlan-Eindecker ab.  Im selben Jahr startete er beim Deutschlandflug.
1913 war Jahnow auf der Seite des Osmanischen Reichs im Zweiten Balkankrieg gemeinsam mit einem weiteren deutschen Flugzeugführern als Kampfflieger aktiv, weshalb er den Beinamen Türkenflieger erhielt. Er berichtete im selben Jahr in der Februarausgabe der Zeitschrift Motor, dass er seinen Harlan-Flieger wegen herannahender bulgarischer Soldaten schweren Herzens mit dem Beil bearbeiten und ihn verbrennen musste. Auf Seiten der Bulgaren waren auch Deutsche aktiv, was damit erklärbar ist, dass es zwar mit dem Osmanischen Reich verbündet war, der damalige bulgarische König Ferdinand I. aber aus dem deutschen Fürstenhaus Sachsen-Coburg und Gotha stammte.
Zum Zeitpunkt seines Todes hatte Reinhold Jahnow den Rang eines Oberleutnants der Reserve (1. Aufgebot) sowie eines türkischen Hauptmanns und gehörte zur Feldflieger-Abteilung 1 (FFA 1), die am 1. August 1914 aufgestellt worden und in Eupen ihren ersten Feldflugplatz fand.